# 宁明金足草
宁明金足草（学名：Strobilanthes ningmingensis）是爵床科紫云菜属的植物，是中国的特有植物。分布于中国大陆的广西等地，生长于海拔280米的地区，多生在石灰岩，目前尚未由人工引种栽培。

## 别名
宁明马蓝（广西植物、中国种子植物-数据库光盘）

## 种下等级
- Strobilanthes ningmingensis D. Fang et H. S. Lo